# Moutiers-les-Mauxfaits
Moutiers-les-Mauxfaits település Franciaországban, Vendée megyében. Lakosainak száma 2341 fő (2022. január 1.). Moutiers-les-Mauxfaits Le Bernard, Le Givre, Saint-Avaugourd-des-Landes és Saint-Vincent-sur-Graon községekkel határos.

## Népesség
A település népességének változása:
| Lakosok száma | 2038 | 2093 | 2155 | 2128 | 2159 | 2212 | 2255 | 2298 | 2341 |
|               | 2013 | 2015 | 2016 | 2017 | 2018 | 2019 | 2020 | 2021 | 2022 |